# Káto Ássos
Káto Ássos (Kato Assos) är en ort i Grekland.   Den ligger i prefekturen Nomós Korinthías och regionen Peloponnesos, i den sydöstra delen av landet, 80 km väster om huvudstaden Aten. Káto Ássos ligger 12 meter över havet och antalet invånare är 693.
Terrängen runt Káto Ássos är platt åt nordost, men åt sydväst är den kuperad. Havet är nära Káto Ássos åt nordost.Runt Káto Ássos är det ganska tätbefolkat, med 90 invånare per kvadratkilometer. Närmaste större samhälle är Korinth, 10,6 km öster om Káto Ássos. 